# Cylindromyia pyralidis
Cylindromyia pyralidis là một loài ruồi trong họ Tachinidae.